# Андріївка (Ужгородський район)
Андрі́ївка (до 1946 року — Андра́шовці; угор. Andrásháza)— село в Ужгородському районі Закарпатської області на річці Стара.

## Назва
Колишні назви — Андрашовці (ця назва і зараз використовується місцевими жителями у розмовній мові), Андрашовц (Andrásoc), Ондрашгаза (Andrásháza).

## Географія
На відстані 3 км від села знаходиться відоме Андріївське озеро. Тут час від часу збираються порибалити любителі «тихого» відпочинку.

## Історія та походження назви

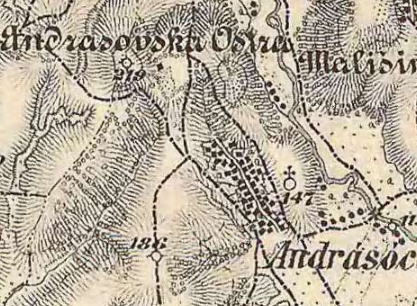
Карта 1869 року із позначенням села Андрашовці (Andrásoc)

В околицях села знайдено два бронзових скарби— перший виявлено у 1930 році на пагорбі на захід від села, другий— в 1947 році. Він складався з п'яти бронзових предметів, де знайдено невідомо. Ліворуч від дороги Середнє— Андріїва в 30-х роках ХХ століття засвідчено курганну групу, можливо ранньозалізного віку.
Згідно з письмовими джерелами село існувало перед 1417 роком, коли вперше згадується в дарувальних грамотах. Було відоме під назвами «Andreaswagas», «Andrasocz». Його заснував шолтейс Андраш (Андрій). Андрашовці належали Середнянському дворянському домену. В 1599 році в селі нараховувалося 16 кріпацьких домогосподарств. У 1603 році в селі були будинок священика та будинок шолтейса.
Джерела XVIII ст. вважають Андрашовці — руським (русинським) селом.

## Політика

### Парламентські вибори, 2019
На позачергових парламентських виборах 2019 року у селі функціонувала окрема виборча дільниця № 210558, розташована у приміщенні клубу.
Результати
- зареєстровано 217 виборців, явка 52,53%, найбільше голосів віддано за «Слугу народу» — 33,63%, за Всеукраїнське об'єднання «Батьківщина» — 14,16%, за Українську стратегію Гройсмана — 12,39%.[3] В одномандатному окрузі найбільше голосів отримав Роберт Горват (самовисування) — 39,09%, за Андрія Андріїва (самовисування) — 22,73%, за Олександра Пекаря (Слуга народу) — 18,18%[4].

## Економіка
Зараз біля села функціонує сучасна зона відпочинку, де на території фермерського господарства розводять кабанчиків та коней рідкісної породи «Гуцулик».
На території села Андріївка збереглися залишки гірських виробок старовинної залізорудної шахти, яка функціонувала тут багато століть тому. Доступ туристів до неї обмежений, але при бажанні можна дістатися до усть багатовікових штолень. Пам'ятка являє цінність як масштабних вироблень великої глибини в землі, так і в якості пам'ятника інженерної думки. Можна побачити і уявити, яким чином залізорудну сировину видобувалося кілька століть тому і порівняти з сьогоднішніми технологіями видобутку. Безліч ручних знарядь праці замінено механічними і електрифікованими машинами, але шахта в Андріївці— одна з небагатьох, що нагадують про історію вдосконалення інженерної думки.

## Релігія
Храм Покрови Пр. Богородиці., збудований у 1791 році. Належить релігійній громаді села — вірників Мукачівської греко-католицької Єпархії (МГКЄ).

## Пам'ятки
- Курганний могильник;
- Пам'ятник односельчанам-добровольцям Радянської Армії (1969);

## Туристичні та цікаві місця
- на відстані 1 км від села знаходиться Андріївське (Андрашовське) озеро. Це водосховище, утворене шляхом перекриття русла річки Стара, яке періодично осушується, зливаючи воду з нього через шлюз у дамбі. Біля озера є місця, де можна порибалити, а також відпочити у тіні та прохолоді лісу.
- на території села збереглися залишки виробок старовинної залізорудної шахти
- храм Покрови Пр. Богородиці, збудований 1791 року, який належить релігійній громаді села — вірників Мукачівської греко-католицької Єпархії (МГКЄ).